# Krypno (gmina)
Krypno – gmina wiejska w województwie podlaskim, w powiecie monieckim.
W latach 1975–1998 gmina położona była w województwie białostockim.
Siedziba gminy to Krypno Kościelne (także Krypno).
Według danych z 30 czerwca 2004 gminę zamieszkiwało 4170 osób.

## Historia

### Imperium Rosyjskie (1861–1915)
Gmina zbiorowa Krypno (ros. Крипнянская волость)  z siedzibą w Krypnie powstała w wyniku reformy struktur administracyjnych państwa rosyjskiego w 1861 roku. Była częścią powiatu białostockiego należącego (od 1843) do guberni grodzieńskiej. W 1890 roku gmina Krypno obejmowała 87 wsi i zamieszkiwało ją 9865 osób.

### I wojna światowa (1915–1919)
Podczas I wojny światowej (1915–1919) gmina wraz z powiatem białostockim należała do okupowanego przez Niemcy Ober-Ostu (w latach 1915–1916 w okręgu Białystok, a 1916–1918 w okręgu Białystok-Grodno) oraz do Królestwa Litwy (1918). W sierpniu 1919 przeszła pod administrację polską. Część gminy Krypno  weszła w skład nowo utworzonej gminy Kalinówka.

### II Rzeczpospolita (1919–1939)
Po odrodzeniu państwa polskiego gmina należała do powiatu białostockiego w woj. białostockim.
30 września 1919 część gminy Krypno włączono do miasta Knyszyna: miejscowości Grądy, Poniklica, Rosochy i Wodziłówka.
Według Powszechnego Spisu Ludności z 1921 roku gminę zamieszkiwało 7.377 osób, wśród których 7.317 było wyznania rzymskokatolickiego, 34 prawosławnego, 4 ewangelickiego, 20 mojżeszowego i jedna greckokatolickiego. Jednocześnie 7.356 mieszkańców zadeklarowało polską przynależność narodową, 5 białoruską, 15 rosyjską i 1 rusińską. Na terenie gminy było 1264 budynków mieszkalnych.
16 października 1933 gminę Krypno podzielono na 25 gromady: Bajki-Zalesie, Białobrzeskie, Boguszewo, Czechowizna, Dębina, Długołęka, Góra, Kiślaki, Krosny, Kruszyn, Krypno Kościelne, Krypno Wielkie, Kulesze-Chobotki, Lewonie, Łaziuki, Morusy, Peńskie, Piaski, Rekle, Ruda, Tatary, Zastocze, Zofiówka, Zygmunty i [[Żuki (gmina Tykocin)|Żuki]].

### PRL(1944–1954)
Po wojnie gmina należała do powietu białostockiego w woj. białostockim.
1 czerwca 1952 utworzono nową gromadę Łazy Małe z części gromady Krosny (Łazy Małe i Łazy Folwark).
W dniu 1 lipca 1952 roku gmina była podzielona na 27 gromad: Bajki-Zalesie, Białobrzeskie, Boguszewo, Czechowizna, Dębina, Długołęka, Góra, Kiślaki, Krosny, Kruszyn, Krypno Kościelne, Krypno Wielkie, Kulesze-Chobotki, Lewonie, Łaziuki, Łazy Małe, Morusy, Peńskie, Piaski, Rekle, Ruda, Tatary, Zastocze, Zofiówka, Zygmunty i Żuki.
1 lutego 1953 zniesiono gromady Krypno Kościelne i Krypno Wielkie, tworząc z nich nową gromadę o nazwie Krypno.
1 kwietnia 1954 gmina Krypno  weszła w skład nowo utworzonego powiatu monieckiego.
Gmina Krypno została zniesiona 29 września 1954 roku wraz z reformą wprowadzającą gromady w miejsce gmin.

### Po 1973 roku
Jednostkę odtworzono 1 stycznia 1973 roku po reaktywowaniu gmin. Gmina objęła inny obszar niż przed 1954, ponieważ siedem sołectw (Kiślaki, Krosny, Łaziuki, Łazy Małe, Piaski, Tatary i Żuki) weszło w skład gminy Tykocin w powiecie białostockim, dwa sołectwa (Boguszewo i Lewonie) weszły w skład gminy Mońki w powiecie monieckim, a kolejne dwa sołectwa (Czechowizna i Zofiówka) –  w skład gminy Knyszyn tamże. W sumie nowa gmina Krypno objęła zaledwie 60% obszaru dawnej gminy sprzed 1954 roku.

## Charakterystyka gminy
Gmina Krypno leży w południowej części powiatu, w odległości 22 km od Moniek przy starym trakcie królewskim z Tykocina do Knyszyna.

## Religia
W Krypnie znajduje się sanktuarium Maryjne oraz parafia pw. Narodzenia Najświętszej Maryi Panny. Co roku odbywają się do niego pielgrzymki, między innymi z Moniek i Knyszyna. W sanktuarium znajduje się słynący łaskami obraz Matki Bożej z Dzieciątkiem.
8 IX 1985 roku Prymas Polski kard. Józef Glemp koronował obraz Matki Boskiej.

## Infrastruktura
W gminie funkcjonuje jedna biologiczna oczyszczalnia ścieków o przepustowości 420 m³/dobę. W 2001 roku gmina została uhonorowana nagrodą w wysokości 50 tys. zł w II Edycji Konkursu „Gospodarka wodno-ściekowa na terenach wiejskich”.

## Gospodarka
Gmina ma charakter rolniczy. W regionie dominują gospodarstwa indywidualne nastawione na produkcję zbóż i ziemniaków oraz hodowlę bydła mlecznego i trzody chlewnej. W gminie Krypno zarejestrowanych jest 216 podmiotów gospodarczych, prawie wszystkie znajdują się w rękach prywatnych, tylko 8 z nich należy do publicznego sektora własności. Firmy prywatne prowadzą głównie drobną działalność gospodarczą, zajmują się głównie budownictwem i handlem.

## Szlaki turystyczne
Piesze:
- Królowej Bony niebieski długości 75 km.
- Szlak Maryjny: Białystok – 15 km – Supraśl – 12 km – Sokołda – 52 km – Różanystok – 61 km – Święta Woda – 45 km – Krypno – 47 km – Juchnowiec – 10 km – Białystok

## Zabytki
Kościół pw. Narodzenia NMP z lat 1881-1885 w Krypnie (Sanktuarium Maryjne).
Dom Pamięci po Włodzimierzu Puchalskim, prekursorze polskiego filmu przyrodniczego, które mieści się we wsi Morusy.

## Struktura powierzchni
Według danych z roku 2002 gmina Krypno ma obszar 112,69 km², w tym:
- użytki rolne: 80%
- użytki leśne: 10%

Gmina stanowi 8,15% powierzchni powiatu.

## Demografia

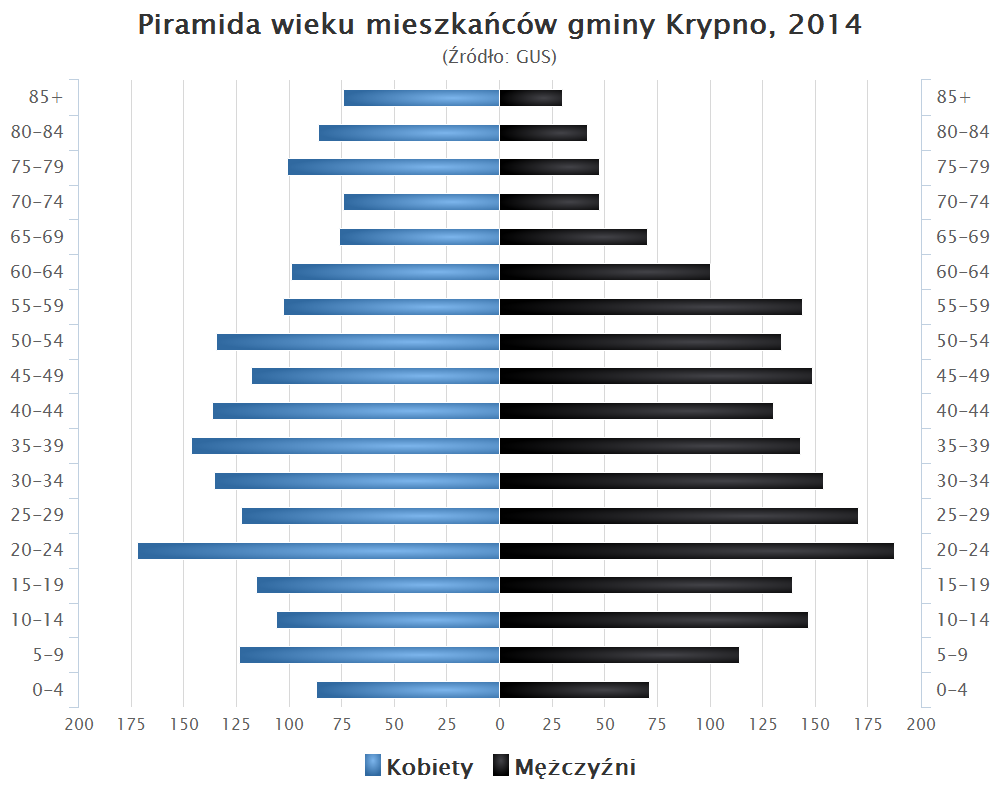
Piramida wieku mieszkańców gminy Krypno w 2014 roku

Dane z 30 czerwca 2004:
| Opis                              | Ogółem | Ogółem | Kobiety | Kobiety | Mężczyźni | Mężczyźni |
| --------------------------------- | ------ | ------ | ------- | ------- | --------- | --------- |
| jednostka                         | osób   | %      | osób    | %       | osób      | %         |
| populacja                         | 4170   | 100    | 2070    | 49,6    | 2100      | 50,4      |
| gęstość zaludnienia (mieszk./km²) | 37     | 37     | 18,4    | 18,4    | 18,6      | 18,6      |

## Sołectwa
Bajki-Zalesie, Dębina, Długołęka (Długołęka I, Długołęka Centrum, Długołęka II), Góra, (Kruszyn, Białobrzeskie), Krypno Kościelne, Krypno Wielkie, Kulesze-Chobotki, Morusy, Peńskie, Rekle, Ruda, Zastocze, Zygmunty.

## Sąsiednie gminy
Dobrzyniewo Duże, Knyszyn, Mońki, Tykocin, Trzcianne